# Apostle
Apostle ist ein US-amerikanisch-britischer historischer Folk-Horrorfilm von Regisseur und Drehbuchautor Gareth Evans, der weltweit am 12. Oktober 2018 in das Programm von Netflix aufgenommen wurde. In den Hauptrollen sind Dan Stevens und Michael Sheen zu sehen.

## Handlung
Die Kameraden Malcolm Howe, Frank und Quinn fanden einst auf der abgelegenen walisischen Insel Erisden eine Göttin vor, woraufhin sie einen religiösen Kult begründeten und Malcolm zum Propheten von ebendieser Sekte wurde. Im Gegenzug für Blutopfer machte die Göttin die Insellandschaft fruchtbar, sodass sich schon bald dutzende Anhänger auf dem Eiland ansiedelten. Mit der Zeit ließ die Fruchtbarkeit jedoch nach; die Gemeinde war von Ernteausfällen geplagt und geriet immer mehr in finanziellen Notstand. So entschied die Kultführung, die aus einer wohlhabenden Familie stammende Jennifer Richardson vom Festland zu entführen und ein Lösegeld zu erpressen. Gegenüber ihren eigenen Anhängern gaben sie an, dass die junge Frau eine Spionin der britischen Krone sei und daher in Gefangenschaft gehöre.
Im Jahr 1905 reist Jennifers Bruder Thomas Richardson auf die Insel, um das Lösegeld zu übergeben. Von seiner Familie erhält er die Anweisung, zunächst unerkannt zu bleiben und das Geld erst zu übergeben, wenn er seiner lebendigen Schwester gegenübersteht. Daher gibt er sich als neuer Siedler aus und übernimmt im Dorf vorerst einfachste Arbeiten. Gleichzeitig bemerken Malcolm, Quinn und Frank, dass der von ihren Anhängern markierte Siedler nicht der Überbringer des Lösegelds ist – Thomas hatte zuvor heimlich seinen Passierschein mit dem des Mannes vertauscht. Für Malcolm rücken daraufhin alle Neuankömmlinge in den Fokus, doch der Überbringer will sich auch nicht zu erkennen geben, als der Prophet öffentlich droht, Jennifer hinzurichten. Daher entschließt sich Malcolm dazu, während einer abendlichen Dorffeier die Gemächer aller neuen Siedler nach dem Geld zu durchsuchen.
Im Zimmer von Thomas findet Malcolm einen skizzierten Lageplan des Dorfes, woraufhin er Alarm schlägt. Thomas versucht gleichzeitig, vom Haus von Malcolm ausgehend durch einen Tunnel zum vermuteten Aufenthaltsort seiner Schwester zu gelangen. Als er bemerkt, dass ihm die Dorfwache auf den Fersen ist, kann er noch rechtzeitig über einen unterirdischen Abwasserkanal fliehen. Anschließend wird er von Malcoms Tochter Andrea aufgelesen, die sich mit ihm verbündet.
Quinn findet im Dorf gleichzeitig heraus, dass seine Tochter Ffion von Franks Sohn Jeremy schwanger ist. Als er seiner Tochter den Fötus gewaltsam herausschneidet und sie dabei stirbt, macht Quinn Jeremy öffentlich für den Tod verantwortlich. Der Junge flüchtet daraufhin von Dorfwachen verfolgt aus der Siedlung und trifft auf Thomas, mit dem er sich zuvor angefreundet hat, woraufhin beide verhaftet werden. Quinn exekutiert Jeremy öffentlich, was Malcolm auf den Plan ruft, da er dem nicht zugestimmt hat. Quinn bezichtigt Malcolm daraufhin, ein falscher Prophet zu sein, und ernennt sich selbst zum neuen Anführer des Kultes, nachdem Malcolm es verweigert hat, auch Thomas umzubringen.
Als Frank einschreitet, kann sich Thomas befreien. Daraufhin folgt er dem Mitbegründer zum Aufenthaltsort der Göttin, wo Frank nach dem Tod seines Sohnes den Kult beenden möchte. Noch bevor er die Tat vollziehen kann, wird er vom Grinder, dem Bewacher der Gottheit, erschossen. Daraufhin kommt es zum Kampf zwischen dem Grinder und Thomas, aus dem letzterer siegreich hervorgeht. Als er sich der Göttin stellt, empfängt sie ihn sehnsüchtig, bevor er sie und damit das ganze Dorf niederbrennt. Nachdem Thomas im Anschluss auch Quinn getötet hat, kann er Jennifer und Andrea aus ihrer Gefangenschaft befreien. Zu dritt schleppen sie sich zum Hafen, von dem aus die Siedler die brennende Insel verlassen. Jennifer und Andrea können sich noch auf ein Boot retten, doch Thomas bleibt schwer verwundet zurück. Schließlich erscheint auch Malcolm und sieht, wie durch Thomas’ Blut die Pflanzen um ihn herum zu wachsen beginnen.

## Produktion

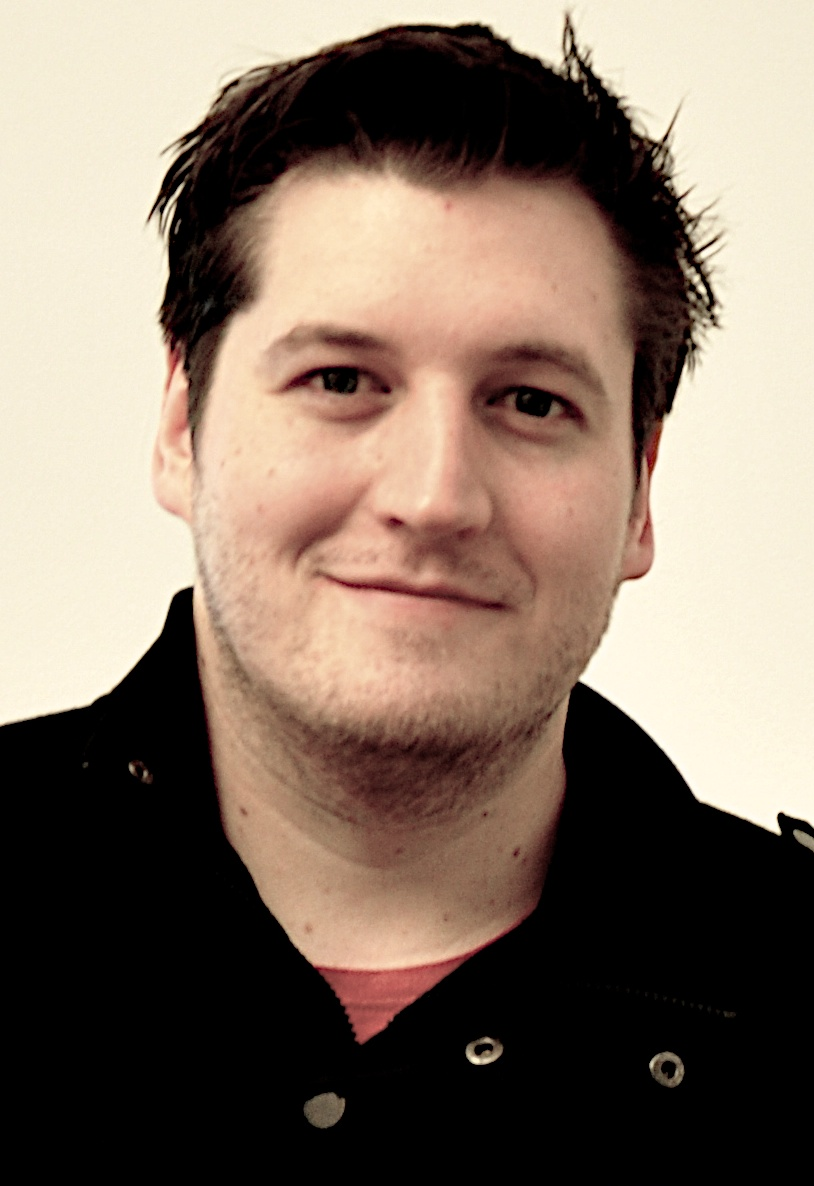
Regisseur Gareth Evans

Nachdem der walisische Regisseur Gareth Evans in Indonesien mit den Filmen The Raid (2011) und The Raid 2 (2014) große Erfolge feiern konnte, war er zunächst an der Produktion eines Hollywood-Actionfilms beteiligt, der aufgrund von Produktionsschwierigkeiten allerdings nie umgesetzt wurde. Evans wollte daraufhin in seinem Heimatland Wales sein erstes  englischsprachiges Filmprojekt verwirklichen und wurde auf der Suche nach Ideen bei einem seiner unvollendeten Kurzfilm-Konzepte fündig. Der Regisseur schrieb die Geschichte in einen Langfilm um, versetzte sie in das beginnende 20. Jahrhundert und entwarf für den Inselkult eine eigene Mythologie. Apostle wurde von Evans so konzipiert, dass der Film in der ersten Hälfte wie ein sich langsam aufbauender Thriller und erst im Verlauf der Handlung zum Horrorfilm werden sollte. Als Inspiration dienten ihm Werke wie The Wicker Man, The Witch, Die Teufel oder Kill List.
Im November 2016 wurde erstmals über den Historien-Thriller Apostle öffentlich berichtet, während nur einen Tag später Dan Stevens für die Hauptrolle des Thomas Richardson verpflichtet wurde. Produziert wurde der Film neben Evans’ Produktionsfirma One More One Productions auch von Severn Screen und XYZ Films, die Apostle auf dem American Film Market in Santa Monica möglichen Käufern anboten. Im März 2017 sicherte sich Netflix die internationalen Vertriebsrechte; gleichzeitig schlossen sich Michael Sheen, Lucy Boynton, Bill Millner und Kristine Frøseth der Besetzung an.
Für die Dreharbeiten engagierte Regisseur Evans einen Großteil seines Filmstabs, mit dem er bereits an den The-Raid-Filmen in Indonesien zusammengearbeitet hatte. Die Filmaufnahmen mit Kameramann Matt Flannery begannen im April 2017 in Südwales. Hauptdrehort des Films war der Margam Country Park im walisischen Verwaltungsbezirk Neath Port Talbot County Borough, wo Szenenbildner Tom Pearce mit seinem Team innerhalb von neun Wochen ein ganzes Dorf für die Insel-Kulisse errichtete. Um dabei die verschiedenen kulturellen Hintergründe der dort im Film ansässigen Siedler zu repräsentieren, wurden die Häuser in verschiedenen Architekturstilen, darunter Carpenter Gothic, erbaut. Hauptdarsteller Stevens gab als große Herausforderung während der Dreharbeiten die walisische Kälte an.
Während der Postproduktion war der indonesische VFX-Künstler Andi Novianto, der mit Regisseur Evans bereits an den The-Raid-Filmen zusammenarbeitete, für Gore-Effekte verantwortlich. Für komplexere 3D-Modelle waren hingegen die walisischen VFX-Unternehmen Bait Studios und Squint zuständig. Die Komposition der Filmmusik übernahmen Aria Prayogi und Fajar Yuskemal, die klassische englische Folk-Horror-Einflüsse mit Cajun-Musik vermischten.
Ein erstes Bild wurde im Mai 2017 veröffentlicht, der Trailer folgte am 17. September 2018. Apostle feierte am 21. September 2018 auf dem Fantastic Fest in Austin, Texas seine Weltpremiere und wurde weltweit am 12. Oktober 2018 in das Programm von Netflix aufgenommen.

## Synchronisation
Die deutschsprachige Synchronisation entstand nach einem Dialogbuch von Matthias Müntefering und unter der Dialogregie von Torsten Sense bei RRP Media UG.
| Rolle                | Darsteller       | Synchronsprecher    |
| -------------------- | ---------------- | ------------------- |
| Thomas Richardson    | Dan Stevens      | Tim Knauer          |
| Prophet Malcolm Howe | Michael Sheen    | Marcus Off          |
| Quinn                | Mark Lewis Jones | Axel Lutter         |
| Jeremy               | Bill Milner      | Philip Süß          |
| Ffion                | Kristine Frøseth | Anne Patricia Reetz |
| Andrea Howe          | Lucy Boynton     | Sophie Lechtenbrink |
| Jennifer Richardson  | Elen Rhys        | Leonie Dubuc        |
| Frank                | Paul Higgins     | Nicolas König       |
| Göttin               | Sharon Morgan    | Verena Unbehaun     |
| Charles              | Richard Elfyn    | Thomas Kästner      |
| einsamer Reisender   | John Weldon      | Christian Intorp    |
| Elaine               | Catrin Aaron     | Traudel Sperber     |
| Glockenläuter        | Ioan Hefin       | Joachim Kaps        |

## Kritiken
Apostle konnte 79 % der 73 bei Rotten Tomatoes gelisteten Kritiker überzeugen und erhielt dabei eine durchschnittliche Bewertung von 6,7 von 10 Punkten. Als zusammenfassendes Fazit zieht die Seite, der Film setzte statt einfacher Schockmomente auf einen sich langsam aufbauenden Abstieg ins Grauen, dessen Mittelpunkt eine beeindruckende Leistung von Dan Stevens bilde. Auf Metacritic erhielt Apostle basierend auf 19 Kritiken einen Metascore von 62 von 100 möglichen Punkten.
Peter Debruge kommt in seiner Kritik für Variety zu einem positiven Urteil und attestiert Apostle, weniger auf adrenalingeladene Schockmomente als vielmehr auf einen atmosphärischen Schauer bis auf die Knochen zu setzen. Dabei biete der Film langwierige, aber spannende Gedankenspiele und habe keinerlei Eile bei der Enthüllung seiner Geheimnisse. Der Horror sei stilvoll verworren und beruhe vorrangig auf dem naiven Gruppendenken ignoranter Charaktere. Der von Dan Stevens verkörperte Thomas Richardson sei die einzige Heldenfigur im gesamten Film, könne durch seine überspitzte Darstellung aber nicht den gesamten dramaturgischen Bogen tragen. Durch seine skeptischen Augen werde die im Film vorgestellte Sekte samt der Manipulationsversuche des von Michael Sheen verkörperten Propheten Malcolm Howe gezeigt, womit Regisseur Gareth Evans als Subtext Religionskritik übe. Im Gegensatz zu anderen Genrevertretern breche Apostle dabei mit der Realität und zeige die Konfrontation mit der Quelle des heidnischen Glaubens, wodurch sich der Film wie eine Horrorversion von Silence anfühle.
Auch Charles Bramesco vom Guardian zieht ein positives Fazit und bezeichnet Apostle als ultragewalttätige Geschichte, die polarisiere, aber fasziniere und aufregend anzusehen sei. Regisseur Gareth Evans halte sich zu Beginn des Films an Genreerwartungen wie historische Barbarei, Barock-Folter sowie Gore und wiege seine Zuschauer so in falscher Sicherheit zu wissen, wie die Erzählung weitergehe. Über den Umweg einer verbotenen Dorfromanze verändere sich Apostle jedoch drastisch im Ton und biete einen unerwarteten Übergang zu völligem Wahnsinn, in dem gemäß der „Mehr-ist-mehr“-Prämisse ein Spektakel dem nächsten folge und ein opernhafter Höhepunkt aufgebaut werde. Bei diesem stelle Evans die innerhalb der Welt aufgestellten Regeln auf den Kopf, verliere mit der Einführung des Übernatürlichen allerdings auch etwas den Faden, was trotzdem noch zur Wildheit des letzten Aktes passe. Nicht zuletzt lobt Bramesco ebenso die wackelige Handkamera und einzelnen Nahkämpfe, die stark an Evans’ Vorwerke The Raid und dessen Fortsetzung erinnern lassen würden.
Eric Kohn von IndieWire steht dem Film durchwachsen gegenüber und beschreibt den okkulten Thriller Apostle als ein groteskes Chaos aus Blut, Spionage, entfremdeten Familiendynamiken und unausgegorenen übernatürlichen Elementen. Regisseur Gareth Evans ziehe diese Formel über die gesamte Lauflänge hinweg durch und erzeuge dabei durchaus Intensität und schockierende Wendungen, hätte aber insgesamt trotzdem nur eine große inhaltliche Leere zu bieten. In einer sich langsam entwickelnden unheimlichen Atmosphäre zu Beginn heize Apostle die Spannung immer wieder an unerwarteten Stellen an und wolle so einen genrebasierten Historienfilm im Stile von The Witch erschaffen. Evans halte sich dafür allerdings zu lange mit Nebenhandlungen auf und werfe unpassende Folter- und übernatürliche Elemente zu abrupt in die eigentlich elegant inszenierte Erzählung. So habe Apostle zum Ende hin große Mühen, alle Handlungsstränge und seltsame Inspirationen sinnvoll zusammenzubringen und abzuschließen, weshalb Evans den einfachen Ausweg des Übernatürlichen wähle. Darüber hinaus kritisiert Kohn viele Figurenentscheidungen, darunter den eindimensionalen Malcolm Howe, mit dem der Zuschauer nicht sympathisieren könne, oder zu unterwürfige Siedler.
Enttäuscht zeigt sich der Hollywood Reporter, für den Apostle zwar visuell beeindruckend, aber inhaltlich langweilig und nicht wirklich beängstigend sei. Das von Gareth Evans geschriebene Drehbuch scheinen keinerlei Wert auf starke Frauenfiguren zu legen und verbringe auch mit den konventionellen Ermittlungsarbeiten von Thomas Richardson zu wenig Zeit. Stattdessen habe die langsame Handlung vor allem zähe Machtkämpfe zu bieten, in die immer wieder primitive Gore-Effekte geworfen werden würden. Die von Dan Stevens porträtierte Hauptfigur sei dabei zu aufgesetzt und nur wenig glaubwürdig, während Michael Sheens Charakter mehr Potential gehabt hätte. Schlussendlich sei auch das Ende enttäuschend und kaum gruselig.